# Floribundaria flaccida
Floribundaria flaccida är en bladmossart som beskrevs av Brotherus 1906. Floribundaria flaccida ingår i släktet Floribundaria och familjen Meteoriaceae. Inga underarter finns listade i Catalogue of Life.